# Bukit Aluedingin
Bukit Aluedingin är en kulle i Indonesien.   Den ligger i provinsen Aceh, i den västra delen av landet, 1 700 km nordväst om huvudstaden Jakarta. Toppen på Bukit Aluedingin är 197 meter över havet.
Terrängen runt Bukit Aluedingin är platt åt nordväst, men åt sydost är den kuperad. Runt Bukit Aluedingin är det tätbefolkat, med 550 invånare per kvadratkilometer. Närmaste större samhälle är Lhokseumawe, 17,5 km nordost om Bukit Aluedingin. I omgivningarna runt Bukit Aluedingin växer i huvudsak städsegrön lövskog.